# Alonso López
Alonso López, né le 21 décembre 2001 à Madrid, est un pilote de vitesse moto espagnol. Il est engagé en Championnat du Monde Moto2 depuis 2021 au sein de l'équipe Speed Up Racing.

## Carrière

### Débuts
Au cours des saisons 2016 et 2017 Alonso L participe au Championnat FIM CEV Moto3 Junior. Il termine à la troisième place du classement au cours de la deuxième saison. 

### Championnat du monde Moto3
Au cours des saisons 2018 et 2019 Lopez évolue en Championnat du monde Moto3 avec l'équipe Estrella Galicia 0,0,.
En 2020 il rejoint l'équipe Sterilgarda Max Racing Team.

### Championnat du monde Moto2
Depuis 2021 il participe au Championnat du monde Moto2 au sein de l'équipe Speed Up Racing. 
Au cours de la saison 2022 il remporte deux victoires aux Grands Prix de Saint-Marin et d'Australie. 

## Résultats en Grand Prix

### Par saison
(Mise à jour après le Grand Prix moto d'Indonésie 2024)
| Saison | Catégorie | Moto       | Equipe                      | GP  | Victoire | Podium | Pole | M.Tour | Pts   | Pos. |
| ------ | --------- | ---------- | --------------------------- | --- | -------- | ------ | ---- | ------ | ----- | ---- |
| 2018   | Moto3     | Honda      | Estrella Galicia 0,0        | 18  | 0        | 0      | 0    | 1      | 36    | 23e  |
| 2019   | Moto3     | Honda      | Estrella Galicia 0,0        | 19  | 0        | 1      | 0    | 1      | 71    | 17e  |
| 2020   | Moto3     | Husqvarna  | Sterilgarda Max Racing Team | 14  | 0        | 0      | 0    | 0      | 21    | 23e  |
| 2021   | Moto2     | Boscoscuro | Speed Up Racing             | 3   | 0        | 0      | 0    | 0      | 4     | 30e  |
| 2021   | Moto2     | Kalex      | Flexbox HP40                | 1   | 0        | 0      | 0    | 0      | 4     | 30e  |
| 2022   | Moto2     | Boscoscuro | Speed Up Racing             | 14  | 2        | 5      | 1    | 1      | 155.5 | 8e   |
| 2023   | Moto2     | Boscoscuro | Speed Up Racing             | 20  | 0        | 5      | 2    | 1      | 150   | 7e   |
| 2024   | Moto2     | Boscoscuro | Sync Speed Up               | 13  | 1        | 5      | 0    | 1      | 156   | 4e   |
| Total  | Total     | Total      | Total                       | 102 | 3        | 16     | 3    | 5      | 593.5 |      |

### Par catégorie
(Mise à jour après le Grand Prix moto d'Indonésie 2024)
| Catégorie | Saison        | 1er GP        | 1er Podium           | 1re victoire     | GP  | Victoire | Podium | Pole | M.Tour | Pts   | Titre |
| --------- | ------------- | ------------- | -------------------- | ---------------- | --- | -------- | ------ | ---- | ------ | ----- | ----- |
| Moto3     | 2018–2020     | Qatar 2018    | Thaïlande 2019       |                  | 51  | 0        | 1      | 0    | 2      | 128   | 0     |
| Moto2     | 2021–en cours | France 2021   | Grande-Bretagne 2022 | Saint-Marin 2022 | 51  | 3        | 15     | 3    | 3      | 465.5 | 0     |
| Total     | 2018–en cours | 2018–en cours | 2018–en cours        | 2018–en cours    | 102 | 3        | 16     | 3    | 5      | 593,5 | 0     |

### Par courses
(Les courses en gras indiquent une pole position; les courses en italiques indiquent un meilleur tour en course)
| Année | Catégorie | Moto       | 1       | 2       | 3       | 4       | 5       | 6       | 7       | 8       | 9       | 10      | 11     | 12     | 13      | 14      | 15      | 16     | 17     | 18      | 19      | 20      | Pos | Pts   |
| ----- | --------- | ---------- | ------- | ------- | ------- | ------- | ------- | ------- | ------- | ------- | ------- | ------- | ------ | ------ | ------- | ------- | ------- | ------ | ------ | ------- | ------- | ------- | --- | ----- |
| 2018  | Moto3     | Honda      | QAT Ret | ARG 6   | AME 17  | SPA 4   | FRA 19  | ITA 18  | CAT 8   | NED 25  | GER Ret | CZE 18  | AUT 24 | GBR C  | RSM Ret | ARA 20  | THA Ret | JPN 18 | AUS 11 | MAL Ret | VAL Ret |         | 23e | 36    |
| 2019  | Moto3     | Honda      | QAT 12  | ARG Ret | AME 8   | SPA 14  | FRA Ret | ITA Ret | CAT 4   | NED 10  | GER Ret | CZE Ret | AUT 16 | GBR 15 | RSM Ret | ARA 5   | THA 3   | JPN 9  | AUS 13 | MAL Ret | VAL NC  |         | 17e | 71    |
| 2020  | Moto3     | Husqvarna  | QAT 13  | SPA 14  | ANC DNS | CZE Ret | AUT 23  | STY 20  | RSM Ret | EMI Ret | CAT 5   | FRA Ret | ARA 17 | TER 11 | EUR Ret | VAL Ret | POR Ret |        |        |         |         |         | 23e | 21    |
| 2021  | Moto2     | Boscoscuro | QAT     | DOH     | POR     | SPA     | FRA Ret | ITA     | CAT 21  |         | NED 17  | STY     | AUT    | GBR    | ARA     | RSM     | AME     | EMI    | ALR    | VAL     |         |         | 30e | 4     |
| 2021  | Moto2     | Kalex      |         |         |         |         |         |         |         | GER 12  |         |         |        |        |         |         |         |        |        |         |         |         | 30e | 4     |
| 2022  | Moto2     | Boscoscuro | QAT     | INA     | ARG     | AME     | POR     | SPA     | FRA Ret | ITA 8   | CAT 8   | GER 7   | NED 6  | GBR 2  | AUT 7   | RSM 1   | ARA Ret | JPN 3  | THA 5  | AUS 1   | MAL 2   | VAL Ret | 8e  | 155.5 |
| 2023  | Moto2     | Boscoscuro | POR Ret | ARG 2   | AME 7   | SPA 3   | FRA 3   | ITA 6   | GER 5   | NED 6   | GBR Ret | AUT 21  | CAT 8  | RSM 3  | IND 22  | JPN 13  | INA 25  | AUS NC | THA 8  | MAL 22  | QAT 9   | VAL 3   | 7e  | 150   |
| 2024  | Moto2     | Boscoscuro | QAT 1   | POR 25  | AME 4   | ESP Ret | FRA 3   | CAT 7   | ITA 3   | NED 8   | GER 10  | GBR 9   | AUT 2  | ARA 4  | RSM 29  | EMI 9   | INA 3   | JPN 9  | AUS    | THA     | MAL     | VAL     | 3e* | 163*  |

∗ Saison en cours.
| Couleur | Résultat                     |
| ------- | ---------------------------- |
| Or      | Vainqueur                    |
| Argent  | 2e place                     |
| Bronze  | 3e place                     |
| Vert    | Terminé, dans les points     |
| Bleu    | Terminé, pas dans les points |
| Violet  | Abandon (Ab.) ou (Ret)       |
| Violet  | Non classé (NC)              |
| Rouge   | Pas qualifié (DNQ)           |
| Noir    | Disqualifié (DSQ)            |
| Blanc   | Pas au départ (DNS)          |
| Blanc   | Forfait (WD)                 |
| Blanc   | N'a pas participé (DNP)      |
| Blanc   | Blessé (INJ)                 |
| Blanc   | Exclu (EX)                   |
| Blanc   | Course annulée (C)           |

## Palmarès

### Victoires en Moto2: 3
| Année | Lieu du Grand Prix             | Circuit                            | Ville            |
| ----- | ------------------------------ | ---------------------------------- | ---------------- |
| 2022  | Grand Prix moto de Saint-Marin | Circuit de Misano Marco-Simoncelli | Misano Adriatico |
| 2022  | Grand Prix moto d'Australie    | Circuit de Phillip Island          | Phillip Island   |
| 2024  | Grand Prix moto du Qatar       | Circuit international de Losail    | Lusail           |